# Blantyrea armata
Blantyrea armata – gatunek kosarza z podrzędu Laniatores i rodziny Assamiidae. Jedyny znany przedstawiciel monotypowego rodzaju Blantyrea.

## Występowanie
Gatunek występuje w Afryce. Wykazany został z Malawi.